# Campionati mondiali di ginnastica artistica 2009 - Concorso individuale femminile
Il concorso generale individuale femminile ai Campionati Mondiali si è svolto alla North Greenwich Arena di Londra, Inghilterra il 16 ottobre 2009. Bridget Sloan, dopo l'argento vinto alle Olimpiadi di Pechino, diventa campionessa mondiale, battendo la connazionale e seconda classificata Rebecca Bross di soli cinque centesimi.

## Podio
| Oro                       | Argento                   | Bronzo                |
| Bridget Sloan Stati Uniti | Rebecca Bross Stati Uniti | Koko Tsurumi Giappone |

## Partecipanti
|             | Nome        | Nazionalità | Data di Nascita | Età     |
| ----------- | ----------- | ----------- | --------------- | ------- |
| Più giovane | Ana Porgras | Romania     | 18/12/93        | 15 anni |
| Più vecchia | Miki Uemura | Giappone    | 06/03/86        | 23 anni |

## Classifica
| Pos.    | Ginnasta                      | Nazione        | Attrezzo  | Attrezzo  | Attrezzo | Attrezzo     | Totale |
| Pos.    | Ginnasta                      | Nazione        | Volteggio | Parallele | Trave    | Corpo libero | Totale |
| ------- | ----------------------------- | -------------- | --------- | --------- | -------- | ------------ | ------ |
| Oro     | Bridget Sloan                 | Stati Uniti    | 14.825    | 14.800    | 14.000   | 14.200       | 57.825 |
| Argento | Rebecca Bross                 | Stati Uniti    | 14.525    | 15.075    | 15.300   | 12.875       | 57.775 |
| Bronzo  | Koko Tsurumi                  | Giappone       | 13.600    | 15.050    | 14.800   | 13.725       | 57.175 |
| 4       | Lauren Mitchell               | Australia      | 14.400    | 13.625    | 15.100   | 14.025       | 57.150 |
| 5       | Youna Dufournet               | Francia        | 14.300    | 14.600    | 14.450   | 13.300       | 56.650 |
| 6       | Yang Yilin                    | Cina           | 14.700    | 13.950    | 14.225   | 13.700       | 56.575 |
| 7       | Ana Porgras                   | Romania        | 13.675    | 14.675    | 14.125   | 14.025       | 56.500 |
| 8       | Ariella Kaeslin               | Svizzera       | 15.125    | 13.875    | 13.500   | 13.425       | 55.925 |
| 9       | Anamaria Tămârjan             | Romania        | 14.275    | 13.625    | 14.125   | 13.600       | 55.625 |
| 10      | Yekaterina Kurbatova          | Russia         | 14.625    | 14.700    | 12.850   | 13.300       | 55.475 |
| 11      | Deng Linlin                   | Cina           | 14.225    | 13.900    | 13.500   | 13.600       | 55.225 |
| 12      | Elsa García Rodriguez Blancas | Messico        | 13.975    | 14.175    | 13.400   | 13.325       | 54.875 |
| 13      | Ksenia Semenova               | Russia         | 13.400    | 13.250    | 14.225   | 13.650       | 54.525 |
| 14      | Bruna Kuroiwa Yamamoto Leal   | Brasile        | 14.050    | 13.500    | 13.250   | 13.275       | 54.075 |
| 15      | Pauline Morel                 | Francia        | 13.725    | 13.900    | 13.175   | 13.050       | 53.850 |
| 16      | Rebecca Downie                | Regno Unito    | 14.500    | 13.600    | 12.150   | 13.525       | 53.775 |
| 17      | Kim Un Hyang                  | Corea del Nord | 13.400    | 13.075    | 14.550   | 12.600       | 53.625 |
| 18      | Rebecca Wing                  | Regno Unito    | 13.950    | 13.300    | 13.600   | 12.550       | 53.400 |
| 19      | Brittany Rogers               | Canada         | 13.900    | 13.650    | 12.600   | 12.925       | 53.075 |
| 20      | Paola Galante                 | Italia         | 13.200    | 13.025    | 13.625   | 13.175       | 53.025 |
| 21      | Veronica Wagner               | Svezia         | 13.725    | 12.075    | 13.850   | 12.800       | 52.450 |
| 22      | Miki Uemura                   | Giappone       | 13.325    | 12.800    | 12.200   | 12.750       | 51.075 |
| 23      | Kim Bui                       | Germania       | 13.550    | 11.575    | 13.100   | 12.250       | 50.475 |
| 24      | Mayra Kroonen                 | Paesi Bassi    | 13.100    | 11.525    | 12.075   | 13.200       | 49.900 |